# Двоєнков Анатолій Олексійович
Двоєнков Анатолій Олексійович (нар. 23 січня 1937) — радянський футболіст, захисник, нападник.

## Життєпис
У 1957 році провів 22 гри за команду з хокею з м'ячем СКВО (Хабаровськ). Грав у футбольних клубах СКА-Хабаровськ, «Чорноморець» , «Даугава». Найкращий бомбардир одеського «Чорноморця» у сезоні 1960 року (25 голів у 33 матчах).